# Idionyx
Idionyx là một chi chuồn chuồn ngô thuộc họ Corduliidae.
Chi này có các loài sau:
- Idionyx carinata Fraser, 1926
- Idionyx claudia Ris, 1912
- Idionyx corona Fraser, 1921
- Idionyx galeata Fraser, 1924
- Idionyx iida Hämäläinen, 2002
- Idionyx imbricata Fraser, 1926
- Idionyx intricata Fraser, 1926
- Idionyx laidlawi Fraser, 1936
- Idionyx minima Fraser, 1931
- Idionyx montana Karsch, 1891
- Idionyx murcia Lieftinck, 1971
- Idionyx nadganiensis Fraser, 1924
- Idionyx nilgiriensis (Fraser, 1918)
- Idionyx optata Selys, 1878
- Idionyx orchestra Lieftinck, 1953
- Idionyx periyashola Fraser, 1939
- Idionyx philippa Ris, 1912
- Idionyx rhinoceroides Fraser, 1934
- Idionyx saffronata Fraser, 1921
- Idionyx selysi Fraser, 1926
- Idionyx stevensi Fraser, 1924
- Idionyx thailandica Hämäläinen, 1985
- Idionyx travancorensis Fraser, 1931
- Idionyx unguiculata Fraser, 1926
- Idionyx victor Hämäläinen, 1991 - Dancing Shadow-emerald[2]
- Idionyx yolanda Selys, 1871
- Idionyx yunnanensis Zhou, Wang, Shuai & Liu, 1994